# Bandeira de Canindé (Ceará)
A Bandeira de Canindé é um dos símbolos oficiais de Canindé, um município do estado do Ceará, Brasil.

## Descrição
Seu desenho consiste em um retângulo dividido horizontalmente em duas faixas de mesma largura, uma superior amarela e uma inferior verde. No centro está o brasão municipal. Na parte superior esquerda há também duas mão cruzadas em desenho estilizado, ambas com chagas.